# Desaparecimento do Boeing 727-223 em 2003
 Um Boeing 727-223, com o número de registro N844AA, foi roubado do Aeroporto Internacional 4 de Fevereiro em Luanda, Angola, em 25 de Maio de 2003. O desaparecimento da aeronave provocou uma busca em todo o mundo pelo FBI e CIA. Nenhum vestígio do avião jamais foi encontrado.

## História
O avião (número de série 20985) foi fabricado em 1975 e era propriedade da American Airlines. Seu último proprietário foi a companhia Aerospace Sales & Leasing baseada em Miami. A aeronave estava para ser arrendada pela TAAG linhas Aéreas de Angola. Entretanto, o avião estava parado, em Luanda, durante 14 meses, resultado de mais de $4 milhões em taxas de aeroporto retroativas. Era uma das duas aeronaves a serem convertidas para IRS Airlines, no Aeroporto de Quatro de Fevereiro. O FBI descreveu-a como "...não pintada na cor prata com uma faixa azul, branco e vermelho. O avião esteve anteriormente na frota de uma grande companhia aérea, mas todos os assentos de passageiros foram removidos. A aeronave é equipada para levar o combustível diesel."

## Incidente

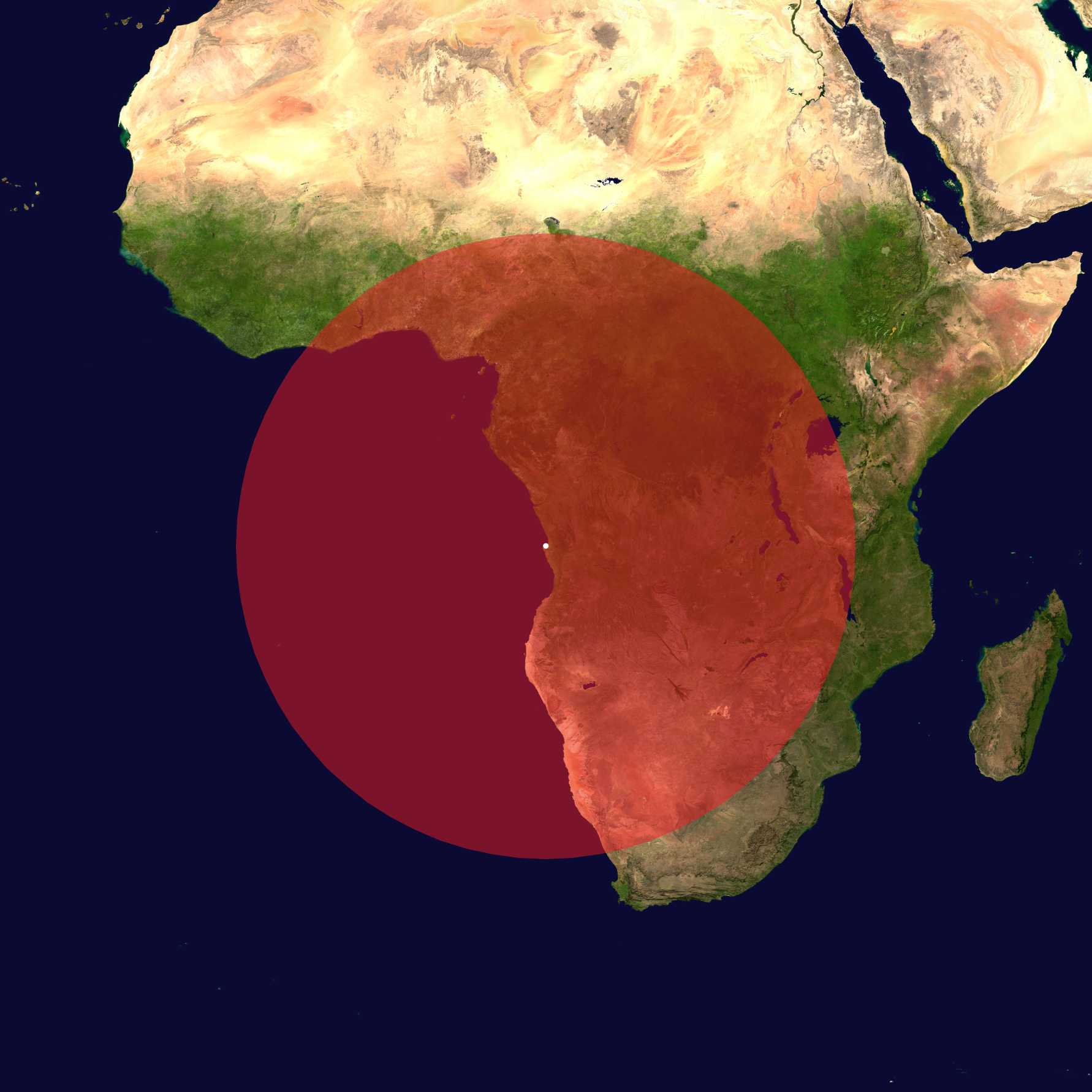
Possível região de desaparecimento da Aeronave em 2003

Pouco antes do anoitecer no dia 25 de Maio de 2003, acredita-se que dois homens embarcaram no avião, sendo um deles o piloto Americano e engenheiro de voo: Ben Charles Padilla. O outro, John Mikel Mutantu, foi contratado como mecânico da República do Congo. Nenhum dos homens tinham certificação para voar um Boeing 727, que normalmente requer três tripulantes. Ambos os homens estavam trabalhando com mecânicos Angolanos para obter o plano de voo-pronto. Padilla é considerado pelas autoridades norte-americanas de estar nos controles da aeronave.
A aeronave começou a rolagem sem se comunicar com a torre de controle. Ela manobrou de forma irregular e entrou em uma pista sem autorização. A torre tentou fazer contato, mas não houve resposta, e o acompanhamento de transponder foi desligado. Com suas luzes apagadas, a aeronave decolou, rumo sudoeste sobre o Oceano Atlântico. Nem o avião nem o dois homens foram vistos desde então.

## Teorias
Existem muitas teorias sobre o que aconteceu com o avião.
A irmã de Padilla, Benita Padilla-Kirkland, disse ao jornal South Florida Sun-Sentinel que sua família suspeita que ele estava voando a aeronave e o medo que ele, posteriormente, caiu em algum lugar na África ou está sendo mantido contra a sua vontade.
Em julho de 2003, um possível avistamento do avião desaparecido foi relatado em Conacri, Guiné, mas foi conclusivamente indeferido pelo Departamento de Estado dos EUA.
Alguns relatórios sugerem que havia apenas uma pessoa a bordo da aeronave no momento;  outros sugerem que pode ter havido mais de uma pessoa. 
Relatórios vazados como parte do Cablegate indicam que os Estados Unidos procuraram o avião, em vários países após o evento. Um Oficial de Segurança Regional (RSO) procurou o avião no Sri Lanka, sem resultados. Uma busca em solo também foi realizada por diplomatas estacionados na Nigéria em vários aeroportos, sem resultados. O telegrama da Nigéria também afirma que eles não consideravam a possibilidade de aterrar o 727 em um grande aeroporto, desde que a aeronave poderia ter sido facilmente identificada.
Em um extenso artigo publicado na Revista  Air & Space em setembro de 2010 também não foi possível tirar conclusões sobre o paradeiro ou o destino do avião, apesar de pesquisa e entrevistas com pessoas conhecedoras dos detalhes que cercam o desaparecimento.